# Marcantonio Bassetti

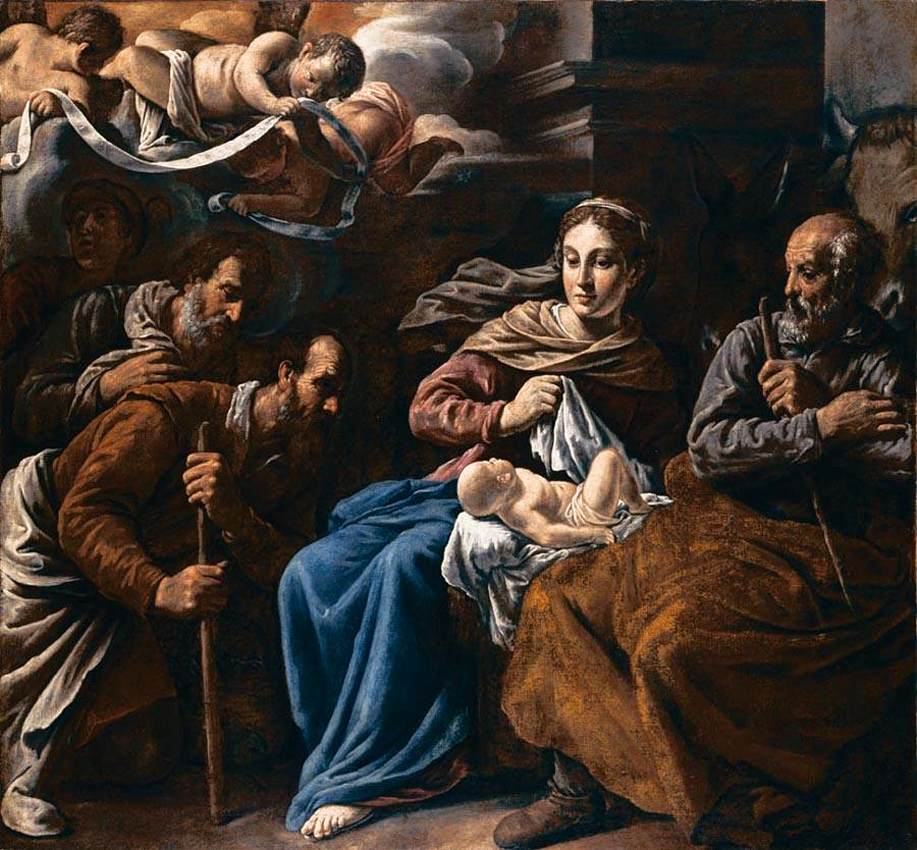
Marcantonio Bassetti, Pokłon pasterzy, ok. 1623, kolekcja prywatna

Marcantonio Bassetti (ur. w 1586 w Weronie, zm. w 1630 tamże) – włoski malarz okresu przełomu późnego manieryzmu i wczesnego baroku, działał głównie w Weronie.

## Życiorys
Uczeń Felice Brusasorciego.
W najwcześniejszej fazie twórczości pozostawał pod wpływem Savolda, Jacopo Bassano i Tintoretta.
W 1615 roku przybył do Rzymu, gdzie współpracując z Carlo Saracenim udekorował ściany kościoła Santa Maria dell'Anima i Sale Reggia w Palazzo del Quirinale. Zmienił jednocześnie styl, poddając się oddziaływaniu dzieł Caravaggia i Orazio Gentileschiego (Niewierny Tomasz, obecnie w weneckim Museo di Castelvecchio).
Stosował również rzadką technikę malowania na skale osadowej (Martwy Chrystus opłakiwany przez Maryję i Marie Magdalenę, ok. 1616, w zbiorach Fitzwiliam Museum, Cambridge).
Zmarł podczas epidemii dżumy w 1630 roku.